# NBA 2K11
NBA 2K11 – komputerowa gra sportowa pozwalająca graczowi wcielić się w zawodnika (lub całą drużynę) najlepszej koszykarskiej ligi świata - NBA. Została stworzona przez Visual Concepts przy współpracy z 2K Sports. Gra ukazała się na platformach Windows, Xbox 360, PlayStation 3, PlayStation 2, PlayStation Portable 5 października 2010, podczas gdy premiera gry na Wii miała miejsce dopiero 21 października 2010.

Twarzą gry został Michael Jordan - legenda NBA, uznawany za najlepszego koszykarza wszech czasów. Jego postać pojawia się nie tylko na okładce gry, ale również w dwóch specjalnie zaprojektowanych trybach gry, niedostępnych w poprzednich częściach serii 2K Sports: "Jordan Challenge" oraz "MJ: Creating a Legend". NBA 2K11 jest kontynuacją poprzedniej części znanej jako NBA 2K10.

## Rozgrywka
Tegoroczne wydanie gry z serii NBA 2K wprowadza kilka nowości, m.in. tryb "Jordan Challenge", który umożliwia rozegranie drużyną Chicago Bulls dziesięciu historycznych spotkań uważanych za najlepsze występy indywidualne Michaela Jordana w jego 18-letniej karierze, w tym 3, bezpośrednio po których zdobył tytuł mistrza NBA. Mecze rozgrywane w ramach "Jordan Challenge" to:
1) "The Arrival" - 20 kwietnia 1986. 1 runda Playoffs, mecz nr 2 przeciwko Boston Celtics, hala Boston Garden
- zdobądź 63 punkty lub więcej
- zakończ spotkanie ze skutecznością rzutów z gry na poziomie 50% lub wyższym

2) "69 Points" - 28 marca 1990. Sezon regularny, mecz przeciwko Cleveland Cavaliers, hala Richfield Coliseum
- zdobądź 69 punktów lub więcej
- zakończ spotkanie ze skutecznością rzutów z gry na poziomie 50% lub wyższym
- wygraj mecz

3) "Shootout" - rok 1990. Sezon regularny, mecz przeciwko Atlanta Hawks
- zdobądź więcej punktów niż Dominique Wilkins
- zatrzymaj Dominique'a Wilkinsa na maksymalnie 25 punktach
- wygraj mecz

4) "Bad Boys" - 26 maja 1990. Finał Konferencji Wschodniej, mecz nr 3 przeciwko Detroit Pistons, hala Chicago Stadium
- zdobądź 47 punktów lub więcej
- wygraj mecz

5) "1991 NBA Finals" - 02-12 czerwca 1991. Finał NBA, cała seria przeciwko Los Angeles Lakers, hale Chicago Stadium oraz Great Western Forum
- zakończ całą serię ze średnią 31 punktów na mecz lub więcej
- zakończ całą serię ze skutecznością rzutów z gry na poziomie 55% lub wyższym
- wygraj całą serię

6) "The Shrug" - 3 czerwca 1992. 1 runda Playoffs, mecz nr 1 przeciwko Portland Trail Blazers, hala Chicago Stadium
- zdobądź 35 punktów lub więcej w pierwszej połowie spotkania
- zalicz 6 lub więcej "trójek" w pierwszej połowie spotkania
- zatrzymaj Clyde'a Drexlera na maksymalnie 20 punktach
- wygraj mecz

7) "Double Nickel" - 18 marca 1995. Sezon regularny, mecz przeciwko New York Knicks, hala Madison Square Garden
- zdobądź 55 punktów lub więcej
- zakończ spotkanie ze skutecznością rzutów z gry na poziomie 50% lub wyższym
- wygraj mecz

8) "Father's Day Victory" - 16 czerwca 1996. Finał NBA, mecz nr 6 przeciwko Seatle Supersonics, hala United Center
- zdobądź 22 punkty lub więcej
- zalicz 9 lub więcej zbiórek
- wygraj mecz

9) "The Flu Game" - 11 czerwca 1997. Finał NBA, mecz nr 5 przeciwko Utah Jazz, hala Delta Center.
- zdobądź 38 punktów lub więcej
- zalicz 7 lub więcej zbiórek
- wygraj mecz

10) "Michael's Last Dance" - 14 czerwca 1998. Finał NBA, mecz nr 6 przeciwko Utah Jazz, hala Delta Center.
- zdobądź 45 punktów lub więcej
- zalicz 4 przechwyty lub więcej
- wygraj mecz

## Ścieżka dźwiękowa
Oficjalna ścieżka dźwiękowa NBA 2K11 to głównie utwory w stylu Hip hop oraz Indie rock.
- Snoop Dogg – "NBA 2K theme"
- Big Boi – "Shutterbugg"
- Drake – "Over"
- Cassidy – "Game Time"
- Ron Artest – "Champion"
- Kidz in Space – "Downtime"
- Duck-Down All-Stars featuring Buckshot, Skyzoo, Promise, and Sean Price – "Better Than You"
- The Alan Parsons Project – "Sirius"
- Art vs. Science – "Hollywood"
- Big Rock Candy Mountain – "Rocketship"
- The Brunettes – "Red Rollerskates"
- Chicharones – "Little by Little"
- Children Collide – "Skeleton Dance"
- The Constellations featuring Asher Roth - "We're Here To Save The Day"
- Dan Black featuring Kid Cudi – "Symphonies (Remix)"
- Delorean – "Deli"
- Ev – "Home of the Brave (Instrumental)"
- Failsafe – "Hope"
- Failsafe – "Only if we Learn"
- Hogni – "Bow Down"
- Middleman – "It's Not Over Yet"
- Rakaa featuring Aloe Blacc – "Crown Of Thorns"
- The Redland – "So Far"
- The Russian Futurists – "Paul Simon"
- The Russian Futurists – "Precious Metals"
- Sonny Bones – "Rise"
- Two Door Cinema Club – "I Can Talk"
- Yung Automatik & Bayroot Productions – "Go Hard or Go Home"
- Dux Jones – "Pourin' It On"

## Łaty i aktualizacje
Gra w wersji na Xboksa 360 oraz PlayStation 3 doczekała się dwóch łat, które m.in. poprawiały system podań zawodników oraz usuwały problemy z zawieszaniem się gry w przerwach pomiędzy kwartami. Pomimo iż wersja na PC również nie była pozbawiona owych błędów, gracze nie doczekali się aktualizacji gry na ich platformę. Łaty dla PS3 i Xboksa 360 dodające obsługę obrazu 3D zostały udostępnione użytkownikom z dniem 17 stycznia 2011. Dzień później 2K Sports ogłosiło, że nie pojawią się już kolejne łaty czy aktualizacje (np. aktualizacje składów drużyn) i że dotyczy to wszystkich platform. Wywołało to wśród graczy gorącą dyskusję. Na oficjalnym forum wydawcy można znaleźć wpisy mówiące o tym, że gra nadal zawiera mnóstwo błędów, a największym z nich jest duże opóźnienie w rozgrywce w trybie wieloosobowym.
11 lutego 2011 pojawiła się pierwsza i jedyna łata do gry w wersji na Windows.